# Oulema
Oulema es un género de escarabajos de la familia Chrysomelidae. El género fue descrito científicamente primero por Gozis en 1886. Esta es una lista de especies pertenecientes a este género:
- Oulema alterna Silfverberg, 1979
- Oulema coalescens White, 1993
- Oulema depressa Silfverberg, 1983
- Oulema duftschmidi Redtenbacher, 1874
- Oulema elongata White, 1993
- Oulema erichsonii Suffrian, 1841
- Oulema gallaeciana Heyden, 1879
- Oulema hoffmannseggii Lacordaire, 1845
- Oulema laticollis White, 1993
- Oulema magistrettiorum Ruffo, 1964
- Oulema melanopus Linnaeus, 1758
- Oulema melanoventris White, 1993
- Oulema minuta White, 1993
- Oulema nigrofrontalis Takizawa & Basu, 1987
- Oulema pumila Vencl & Aiello, 1998
- Oulema rufocyanea Suffrian, 1847
- Oulema septentrionis Weise, 1880
- Oulema subfusca Silfverberg, 1983
- Oulema tristis Herbst, 1786
- Oulema variabilis White, 1993
- Oulema vittigera Silfverberg, 1983